# Clermont (roman)
Pour les articles homonymes, voir Clermont.
Clermont est un roman gothique de Regina Maria Roche, publié pour la première fois en 1798 par l'éditeur à sensation Minerva Press. Il appartient au groupe des sept « romans épouvantables » mentionnés par Jane Austen dans L'Abbaye de Northanger.

## Résumé
Clermont racontre l'histoire de la belle Madeline Clermont, qui vit retirée avec son père, jusqu'au jour où une mystérieuse comtesse, surgie du passé de Clermont, vient leur rendre visite.
Madeline part alors avec celle-ci pour voyager et parfaire son éducation. Les attaques répétées que lui font subir de sombres adversaires ne peuvent la dissuader de percer le mystère qui entoure le passé de son père et de chercher à se rapprocher de celui qu'elle aime, De Sevignie. Elle découvre le secret de ses nobles origines et sa vertu prouve sa force en triomphant des épreuves et tribulations diverses auxquelles elle est confrontée.

## Les sept « romans épouvantables »
Le roman rencontre un certain succès lors de sa parution. Il fait partie des sept « romans épouvantables » (horrid novels) que l'héroïne de Jane Austen, Isabella Thorpe, cite dans L'Abbaye de Northanger (écrit pour l'essentiel en 1798-1799), comme étant les meilleurs du genre. Assez rapidement, cependant, il tombe dans l'oubli, au point qu'on a longtemps cru que Clermont, comme d'autres de ces sept romans épouvantables, n'était que le fruit de l'imagination de Jane Austen. Ce n'est que durant la première moitié du XXe siècle que les recherches effectuées par Michael Sadleir et Montague Summers ont prouvé la réalité de leur existence, générant de ce fait un nouvel intérêt pour le roman gothique.